# 河原町駅 (長野県)
河原町駅（かわらまちえき）は、かつて長野県小県郡丸子町（現在の上田市）にあった上田丸子電鉄西丸子線の駅（廃駅）である。

## 歴史
- 1926年（大正15年）8月12日：上田温泉電軌依田窪線の駅として開業。
- 1939年（昭和14年）8月30日：上田電鉄に社名変更。地方鉄道となり西丸子線と改称。
- 1943年（昭和18年）10月21日：上田電鉄と丸子鉄道が合併して上田丸子電鉄が発足。上田丸子電鉄の西丸子線の駅となる。
- 1961年（昭和36年）6月29日：同月25日の梅雨前線豪雨被害（三六災害）により休止となる。
- 1963年（昭和38年）11月1日：西丸子線廃止にともない廃駅となる。

## 駅構造
単式ホーム1面1線と待合室があるだけの無人駅であった。

## 駅跡地
駅の廃止後はバス停留所となっているが、西丸子線の駅からそのまま停留所となっているのは当駅までとなっている。

## 隣の駅
上田丸子電鉄
西丸子線
寿町駅 - 河原町駅 - 西丸子駅